# Чехословацкие пограничные заграждения
Чехословацкое правительство построило систему пограничных заграждений, как и некоторых укреплённых защитных линий в самой стране, в период с 1935 по 1938 год в качестве защитной мере противодействия растущей угрозе со стороны Германии. Целью заграждений было предотвращение захвата ключевых точек противником — не только Германии, но также Венгрии и Польши — неожиданной атакой до того как армия Чехословакии могла бы полностью мобилизоваться, а также для эффективной обороны до того как союзники — Великобритания, Франция и, возможно, Советский Союз — могли бы прийти на помощь.

## История
С приходом к власти Гитлера, высказывавшегося за присоединение населённого этническими немцами Судетской области к Германии, встревоженное чехословацкое руководство приступило к оборонительным планам. Хоть довольно рано и было построены некоторые оборонительные структуры, лишь после переговоров с французской армией началось полномасштабное строительство.
После начала кампании по строительству в 1936 году была заметна смена философии дизайна, выраженная в долговременных огневых точках и более крупных блокгаузах, схожих с линией Мажино. Согласно изначальному плану первая стадия строительства закончилась бы в 1941—1942 годах, в то время как вся система была бы завершена к началу 1950-х годов.
Строительство было очень быстрым и к Мюнхенскому соглашению в сентябре 1938 года в общей сумме было завершено строительство 264 блокгаузов (небольшие форты или элементы крепостей) и 10 014 долговременных огневых точек, что стоставляет 20 процентов тяжёлых объектов и 70 процентов лёгких объектов. Более того, многие другие объекты были близки к завершению и были бы функциональны по меньшей мере как убежища, несмотря на нехватку конкретных тяжёлых укреплений в некоторых структурах.
После оккупации Германией чехословацких пограничных регионов в результате Судетского кризиса, немцы использовали эти объекты для испытаний и разработки новых видов оружия и боевых тактик, планов и практики атаки, что в итоге было использовано против Линии Мажино и бельгийских фортов и привело к потрясающему успеху. После падения Бельгии, Франции и Нидерландов немцы начали демонтировать «Стену Бенеша», взрывая башни, или убирая их и амбразуры, некоторые из которых впоследствии были установлены в укреплениях Атлантического вала.
Позже во время войны, когда советские войска прорывали немецкий фронт, немцы в спешке отремонтировали что могли из заграждений, часто всего лишь заделывая кирпичами дыры в местах, где были амбразуры, оставляя при этом небольшую дыру для пулемёта. Часть линии с Востока на Запад, что простиралась от Остравы до Опавы, что представляет из себя речную долину с резким подъёмом на юг, стала сценой интенсивного сражения. Неизвестно насколько важны были эти защитные сооружения для немецкой обороны, однако вскоре после спешного ремонта некоторых зданий с оставленными для пулемётных гнёзд дырами, они были использованы против советского наступления с 17 по 26 апреля 1945 года.
Во время Второй мировой войны немцы убрали много бронированных частей вроде куполов, глав и амбразур с большинства объектов. Некоторые объекты стали частью немецких полигонов для бетонобойных снарядов или испытания взрывчатки и были серьёзно повреждены. В послевоенный период многие из оставшихся бронированных частей отправлены на переработку из-за потери стратегической значимости, а также из-за общей нужды в стали.
После войны они были в ещё большей степени разобраны на важные части, которые затем были проданы. Несколько крупных подземных структур продолжали использоваться как склады для армейского оборудования, некоторые по сей день, в уже вновь независимой чешской армии.

## Дизайн
Базовым принципом дизайна была совместная оборонительная линия, что означает упор огневой мощи на фланг приближающегося врага. Лицевая стена всех заграждений, как крупных, так и небольших, была самой толстой, покрытой валунами и обломками, затем покрытый ещё раз почвой, дабы даже крупнейшие калиберные оболочки потеряли большую часть энергии до достижения бетона. Единственным фронтальным вооружением были пулемётные ячейки в главах, предназначенных для целей наблюдения и борьбы с пехотой. Всякий противник, что попытался бы пройти между блокгаузов, был бы остановлен противотанковыми, противопехотными баррикадами, пулемётным и пушечным огнём. Немногие из более крупных блокгаухов, или артиллерийских фортов, обладали непрямыми мортирами и тяжёлыми пушечными оружейными станками. За крупными структурами было два ряда менее крупных ДОТ четыре-на-семь человек, которые отражали более крупных родственников, с превосходно защищённым фронтом и перекрёстным огнём с флангов дабы остановить любого противника, что смог достичь вершины форта, или прийти сзади. Большая часть линии состояла из непримечательных небольших ДОТ.
«Лёгкими объектами» были простые и пустые коробки с одной или двумя позициями для пулемётов, убираемым перископом для наблюдения, трубами для гранат, ручным кондиционером и внушительной внутренней дверью, расположенной на девяносто градусов к стальному кубу внешней двери. Пулемёт был прикреплён ближе к самому концу трубы, дабы обзора хватало лишь для стрельбы и прицеливания, что отличается от большинства других дизайнов, где используется широкое открытие. Для дополнительной защиты небольшая дыра могла быть быстро закрыта тяжёлой стальной крышкой.
«Тяжёлые объекты» были пехотными блокгаузами, весьма схожими с блокгаузами в южной части Линии Мажино, но с существенными улучшениями. Как и в случае с ДОТ, пушки и пулемёты были размещены на верхушке, и в данном случае полностью закрыты, защищая находящихся внутри от всего кроме наитяжелейших пушек. У крепостей была полная система вентиляции с фильтрацией, в связи с чем даже химические атаки не могли повлиять на защитников. Окромя решёточного питания, двухцилиндровый дизельный двигатель обеспечивал внутреннее питание. Данные заграждения также располагали полноценным туалетом и ванной для стирки, что было роскошью по французским меркам — однако, они предназначались для использования только во время боя. Хоть и в большой степени пустые, с несколькими бетонными стенами как частью структуры, каждая камера была разделена на меньшие комнаты обычными кирпичными и растрными стенами, в которых последний пробел на потолке заполнялся просмоленной пробкой, поскольку постройка некоторых казематов прекратилась до того как были закончены внутренние стены.

## Ныне
Сегодня почти все оставшиеся лёгкие объекты в свободном доступе. Доступны также некоторые тяжёлые объекты, другие могут быть арендованы или проданы энтузиастам. Определённое число стало музеями, очень небольшое — складами. Артиллерийский форт «Ганичка» был перестроен в современное убежище для Министерства Внутренних Дел между 1979 и 1993, однако был объявлен ненужным в 1995. Там был создан музей.
Многие из открытых музеев открыты между Остравой и Опавой, близко к современной границе с Польшей, которая была чехословацко-немецкой до Второй мировой войны. Из восьми артиллерийских фортов, которые были построены или строились в сентябре 1938 года, шесть ныне работают в качестве музеев, в то время как оставшиеся два используются армией.